# The Academy in Peril
The Academy in Peril, to album walijskiego kompozytora Johna Cale’a. Wydawnictwo ukazało się w lipcu 1972 roku nakładem wytwórni muzycznej Reprise Records. Okładkę albumu zaprojektował Andy Warhol.

## Lista utworów
Opracowano na podstawie materiału źródłowego.
| 1. | „The Philosopher”                                                | 4:30  |
|    |                                                                  |       |
| 2. | „Brahms”                                                         | 6:26  |
|    |                                                                  |       |
| 3. | „Legs Larry at Television Centre”                                | 3:39  |
|    |                                                                  |       |
| 4. | „The Academy in Peril”                                           | 6:55  |
|    |                                                                  |       |
| 5. | „Intro"/"Days of Steam”                                          | 3:00  |
|    |                                                                  |       |
| 6. | „3 Orchestral Pieces: Faust/The Balance/Captain Morgan’s Lament” | 8:44  |
|    |                                                                  |       |
| 7. | „King Harry”                                                     | 4:11  |
|    |                                                                  |       |
| 8. | „John Milton”                                                    | 7:55  |
|    |                                                                  |       |
|    |                                                                  | 45:20 |
|    |                                                                  |       |

## Twórcy
Opracowano na podstawie materiału źródłowego.
- John Cale - muzyka, pozostałe instrumenty
- Ron Wood - gitara („The Philosopher”)
- Legs Larry Smith - narracja („Legs Larry at Television Centre”)
- The Royal Philharmonic Orchestra - „Days of Steam” and „King Harry"